# 對蔣中正的評價

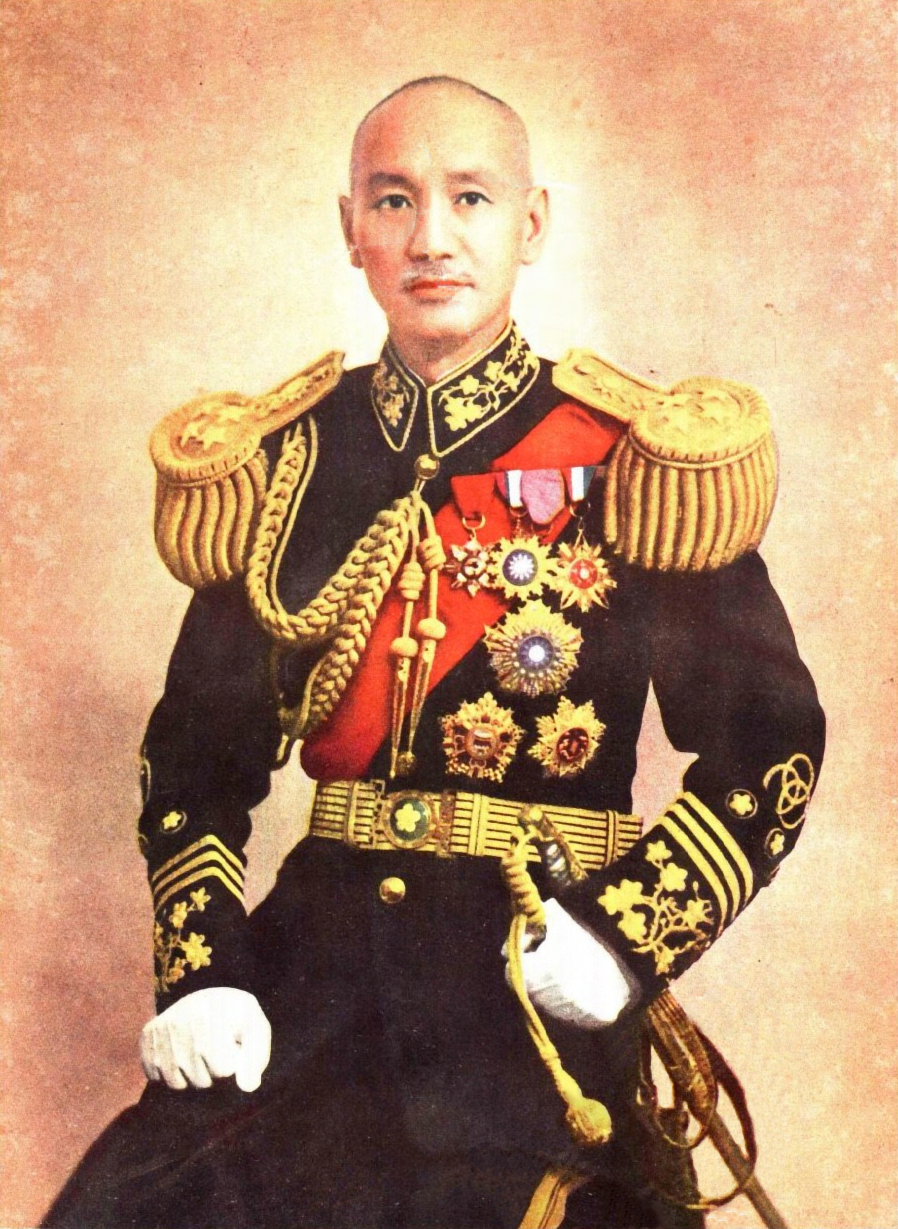
中國國民黨總裁及中華民國國民政府軍事委員會委員長蒋中正的標準戎装照，攝於1944年當選國民政府主席後。

蔣中正曾任黃埔軍官學校校長、中國國民黨中央常務委員會主席、中國國民黨總裁、國民政府主席、國民政府軍事委員會委員長、中華民國總統:5。蔣作为国家元首的中國在中國抗日戰爭中获胜，並在國共內戰落敗後，带领中華民國政府遷台。另一方面，有人則認為蔣在中國大陸軍事失利失去政權到臺灣後，以反共為名實行威權體制。

## 中國國民黨方面評價
中國國民黨認為，蔣在孫中山病故後，領導國民政府及國民革命軍北伐，掃除北洋軍閥，名義上統一中國大陸，結束軍閥割據和南北分裂，捍衛共和，帶領中國打贏抗戰，並在1947年實施以五權憲法為基礎憲政體制。蔣在中國近代史上有重要地位，繼孫中山成為領袖，領導中國國民黨黨政及軍事。1928年12月29日東北易幟後中國名義上統一，並在1927～1937年之間黃金十年，加強國家總體實力，為然後的持久抗戰做基礎。1937年7月7日，日軍侵蘆溝橋，戰事爆發，蔣派兵北上:35。蔣採取總對策是“不屈服不擴大方針”。1939年1月1日，中國國民黨中央常委決議，開除汪兆銘黨籍，並下令通緝:39。1939年10月，第一次長沙會戰，斃傷敵4萬餘人:40。1941年6月，德蘇戰爭爆發:42。1942年10月初，蔣敦促美國率先自動放棄“對華不平等條約”，10月9日，美國、英國通知蔣，願與中國談判締結新約。蔣首倡“政治民主化，軍隊國家化”，召開政治協商會議。20世紀中國國民黨執政時期，國府對蔣個人崇拜，而中正路和介壽路等名稱，成為台灣最常見路名。另蔣中正銅像大量出現於車站、各級學校及各公共機關。而蔣肖像與大頭照則廣泛出現在新台幣紙鈔與硬幣上。
中國國民黨總理孫中山在寫給蔣母的祭文中認為他與蔣「如身之臂，如驂之靳」，並評價蔣是「守經達變」之人:124，「如江河之自適，山嶽之不移。古有丸熊畫荻，文聞其語，未見其人。及遇介石，識其根器之深，毓育之靈，乃知古之或不如今。」:1432-1433。蔣表現出之眼光和魄力，贏得孫欣賞和信任，日後倍受重用，倚為柱石:113。蔣自道陳其美集古聯句：「安危他日終湏仗，甘苦來時要共嘗」受到孫贊揚，並由孫親書此聯以贈:131。蔣表示願意與孫同甘共苦，期望孫能委以重任:131。孫書贈蔣之字幅，題中敬稱「介石我兄」，以「大道之行，天下為公」囑蔣，亦稱為後來孫之遺囑；另外曾經是中國國民黨黨員的汪兆銘則代總理之筆筆寫出著名之「革命尚未成功，同志仍須努力」等字:153。孫曾提及蔣「脾氣剛烈、恃才傲物」。孫發現蔣剛愎自用，曾擔心蔣脾氣暴戾，覺得蔣太憎恨凡人庸才；雖然有朝一日，孫會贊賞蔣之軍事知識和組織才能:71。蔣常與人起爭執，很難與其他同事配合工作，孫側面了解到蔣生活糜爛、縱情聲色、飲酒無度。
前中國國民黨中央評議委員會議主席團主席、蔣夫人宋美齡於1936年12月13日（西安事變翌日）寫信給蔣，稱蔣平生以身許國，大公無私，凡所作為，無絲毫為自己個人權利著想，即此一點寸衷，足以安慰；且抗日亦係蔣平日主張:220。惟有蔣以整個國家為前提，故此多年來竭力整頓軍備，團結國力，以求貫徹抗日主張；此公忠為國之心，必為全國人民所諒解:220。1979年2月26日，宋美齡電謝中國國民黨十一屆四中全會出列席同志並勉為黨為國團結奮鬥：蔣獻身革命，承繼仔肩後所迭經困難，僅與其經歷者方能全部領悟；先綏靖國內諸省獨立王國之軍閥，繼則敉平叛逆，剿靖地方土匪，同時外有蠻橫日本軍閥侵略之壓力，內有赤禍之蔓延、政客之困擾:427。另一方面，蔣又須忍辱忍怨，默默準備抗戰，對國家存亡責任感受之沉重，內心之憂焚，宋美齡因安危與共，略可知其梗概:427。1981年4月8日，宋美齡復勉中國國民黨第十二次全國代表大會全體代表：台灣在蔣領導下，開始實行孫中山民生主義之平均地權，令台灣同胞得在光復後漸達優裕富庶:428。
前中國國民黨中央常務委員會主席胡漢民評論蔣之政治能力：「長於應急，能迅速解決問題，但在解決一問題後，卻因之又製造了新的問題。」
前中國國民黨中央評議委員、中央監察委員、蔣同室好友戴傳賢認為，蔣平生為人「事母至孝，事兄至弟」，對部屬「外嚴而內寬，教學生亦然」，一生「為模範軍人」，手不釋卷；其在作戰，「敗而不餒」:56。
據前中國國民黨主席蔣經國於1975年4月14日體驗，蔣一生清白，意志堅強，「其介如石」，「其堅如鐵」，一心為民，一意為國:6。蔣每於國家危機四伏之際，「一切要靠自己」:13。蔣晚年曾語蔣經國：「自顧一生，實無時不在患難、恥辱、艱危、誣陷、滲透、顛覆、出生入死之中。」:28
前中國國民黨主席李登輝曾經在自己主持的「李登輝學校」國是研討班第一期始業式時，以暗示性口吻指出，蔣當初讓蔣宋美齡女士出使美國，是拿著錢到美國企業界遊說，這就是「中國料理」。
2007年11月1日，前中國國民黨主席馬英九在出席中華黃埔四海同心會馬蕭後援會成立大會時發表講話，認為蔣對台灣貢獻有三方面：光復台灣、建設台灣與保衛台灣。建設方面除土地改革、9年國民教育及發展經濟外，更重要是蔣在政府剛遷臺、韓戰方酣動盪之際，毅然推動地方自治，對台灣民主的基礎有很大貢獻。蔣還支持婦女解放、廢除童養媳制，對臺灣人權進步有很大貢獻。當初若沒有蔣堅守臺灣，臺灣可能已淪入中國共產黨鐵幕，也就沒有後來的經濟發達與教育普及。馬英九說，蔣「最大的貢獻是制定並實施中華民國憲法」，因為這部「憲法」是一部「涵蓋全中國人的『憲法』」，更是現在「處理兩岸關係的重要依據」。
前中國國民黨中央組織部部長、中央評議委員陳立夫指責蔣好使部下力量對立:456-457。
前中國國民黨中央評議委員、力行社常務幹事賀衷寒認為，在「革命」陣線上，德力足以感人，威力足以創業，莫如蔣先生；因此他說蔣是中國「革命」唯一領袖。
前中國國民黨副秘書長、蔣侍從室秘書周宏濤認為，蔣堅毅放眼大局不冒進，尋求有利時機；到台灣後，改造中國國民黨，利用公餘時間撰寫《蘇俄在中國》，對外敍述蘇聯侵略中國史實:499。
前中國國民黨中央委員、陸軍中將、前立委「先後曾有三十年時間，追隨領袖工作，不斷考察先生的生活習慣」之蕭贊育指稱：蔣「差不多平均每天都有三分之一或二分之一時間用於問學或教學相長，閱讀書報，接見幹部，講演訓話，著書立說，畢生如一日。」

## 中國共產黨方面評價
中國共產黨將蔣中正定義為負面人物，批蔣是在中國抗日戰爭中「消極抗戰、積極反共」、「忽略抗日、枉顧民族利益」。中國共產黨及部分學者把蔣列為中國頭號戰犯及賣國賊。政治手腕與獨斷統治遭受批評。1926年3月，蔣制造「中山艦事件」:472。1929年，蔣以裁軍為名，召開編遣會議，企圖削減其他各派軍隊:472。1931年「九一八」事變後，蔣對日本帝國主義武裝侵略退讓，對中國共產黨加緊鎮壓:472。堅持「攘外必先安內」，繼續反共內戰，對中國共產黨領導之革命根據地和工農紅軍，先後五次軍事「圍剿」:1587。抗日戰爭期間，在蔣統率下，中國軍隊先後在淞滬、忻口、南京、徐州、武漢、長沙、南昌等地作戰，阻滯日軍進攻:472。抗戰勝利後，蔣一面與中國共產黨和談，一面部署內戰:1587。蔣反對「台灣獨立」、「國際托管」和「兩個中國」，堅持一個中國立場:277。1949年在反共內戰徹底失敗後去台灣:1587。抗戰結束，熊向暉、郭汝瑰、劉斐等中國共產黨地下黨員進入國軍指揮核心，衛立煌等國軍高級將領與中國共產黨不斷聯繫，蔣並未察覺。
中國共產黨對蔣評價在中國語文教材、小說、戲劇、電影等各類紅色經典文藝作品佔據統治地位長達幾十年宣講，一度成為中國民眾主流觀點。依政治立場不同，目前中國大陸民眾對蔣評價差異極大，但官方立场在中国社会中的影响仍然占绝对优势。
1990年代以前，蔣被批判為「蔣幫頭子」、「流氓劊子手」、「新興軍閥」、「舊勢力之化身」、「軍閥之工具」、「群眾之仇敵」、「背叛革命」、「反革命」、「反動」、「無恥」、「美帝國主義走狗」、「美帝國主義，封建地主階級，官僚資產階級，買辦階級等反動勢力在中國的代表」等。1933年9月，蔣介石發動對蘇區的第五次围剿:4922。中央紅軍在第五次反“圍剿”作戰中，在以王明為代表的“左”傾錯誤戰略指導下，實行進攻中的冒險主義和防禦中的保守主義，結果使反“圍剿”遭到失敗:4922。
中國共產黨主席毛澤東評價蔣為：「大地主大資產階級的政治代表」、「中國法西斯頭子」、「獨夫民賊」、「（暗示日本人）不要向八路軍、新四軍繳槍」。1971年12月，毛澤東召集文宣部進行內部談話：「蔣介石有幾個優點是客觀的史實，我們講史必須留心，一北伐統一中國，二抗日戰爭，三收復臺澎，四開拓海疆。1946年蔣從法國手中取回南海諸島嶼，這塊370萬平方公里的海疆相當於三個外蒙……」:30。
前中國共產黨中央軍事委員會副主席、國務院總理周恩来曾于1936年7月9日在陕北白家坪的窑里，与美国记者埃德加·斯诺對談中，做過精彩評價。斯诺问：“蒋介石作为一个军人，您对他作何評價？”周恩来略加思考后回答：“作为一个战术家，他是一个拙劣的外行，作为一个战略家，也许好一些。作为战术家，蒋介石采用了拿破仑的方法，拿破仑的战术需要极大地鼓励士兵的高昂的士气和战斗精神，领先必胜的意志，而蒋介石在这方面老犯错误，他过于喜欢把自己想象成一个带领敢死队的英雄，他带一个团或一个师，也总是搞得一团糟。他老是集中部队，企图通过猛攻夺取阵地。1927年武汉战役，在其他部队失败后，蒋介石率领一个师攻城，投入了全部的力量进入防御工事，结果全师覆没。在南昌，蒋介石又重蹈覆辙，他不等增援部队到达，就用他的第一师向这个被孙传芳占据的城市发起突击，孙传芳后撤，让蒋介石进入部分阵地，然后反击，把蒋介石带入城墙和一条河之间的起伏地带，最后使蒋军（國民革命軍）大败。不过蒋介石在战略上要比战术上强一些，他的政治嗅觉要比军事嗅觉强，这就是他能争取其他军阀的原因，他常能相当老练地全面策划一次战役。”:72-73:65周恩來多次代表中華人民共和國政府希望蔣回歸大陸，實現全國統一；明確指出：「蔣介石和他的集團是中國人，作為中國人，我們不願意看到中國人之間永久分裂。這就是為什麼我們認為他們應該並且最後會回到祖國來的原因」:500。
前中國共產黨中央政治局常委、《紅旗》雜誌主編陳伯達稱以蔣為首的四大家族聚斂200億美元財富。
前中國共產黨中央政治局委员胡喬木肯定蔣「有功於北伐、抗日」:5。
前中國共產黨黨員、中華人民共和國名譽主席、孫中山夫人宋慶齡，評價蒋是违背孙学说之叛徒，指責蔣「背叛總理（孫中山）遺志」。宋慶齡也支持蒋在抗日时之领袖地位，一度夸其“有骨气”。
前中國共產黨中央委員會總書記陳獨秀於1926年在《向導》雜誌發表文章，捧蔣「是中國民族革命運動中的一個柱石」:463。

## 學術圈評價

### 中國大陸學者
- 中國社會科學院近代史研究所研究員杨天石表示：受到馬克思主義熱潮影響，蔣在日本曾認真閱讀馬克思主義著作，最終因與其理念不合而捨棄[29]。1923年，列寧病重，蘇聯內部史達林和托洛茨基權鬥，“排斥異己”風氣盛行，蔣對蘇聯政治非常失望[29]。1937年，蔣決定對日方所提議和條件一概不理[30]。楊天石認為，蔣一生有兩大功兩大過。兩大功是北伐統一中國，與領導抗日直到最後勝利；兩大過是破壞第一次國共合作，與第二次國共內戰。建設台灣要算大功也可以[31]。蔣早年接觸過馬克思主義，表示過讚賞、讚佩之意，但是，他更為傾信孫中山思想，特別是其思想中之改良主義成分[32]:280。蔣之經濟思想和執政期間之經濟政策雖然各個時期不盡相同，但大體仍不超出「平均地權、節制資本」之範圍[32]:280。

- 中國社會科學院近代史研究所副研究員羅敏認為，蔣之所以在1920年代至1930年代先後消滅北洋軍閥和內部地方割據勢力挑戰，重要原因是戰略思維與能力明顯強於同時代地方政治人物[33]:352。蔣對日本強佔東北野心估計得不夠充份[33]:377。蔣對東北資源瞭解不多，得知東北煤鐵資源豐富後，恍然醒悟對內對外之政策錯誤[33]:377。受制於當時國家地位和實力，加上自身本藩有別之傳統觀念局限，蔣對邊疆問題缺乏深謀遠慮，造成巨大損失，難以挽回[33]:377。在蔣看來，1930年代中國邊疆危機都是「藩制」範疇[33]:377。在無力顧及之下，蔣擬準備以10年為限在滿、蒙、藏試行「地方自治」[33]:377。為保關內安全，蔣對長城抗戰態度堅定，大有寧為玉碎不為瓦全之勢[33]:358。蔣行事風格講求謀定而後動[33]:369。中國歷史上鮮有之統一大業經由自己親手締造，蔣內心自豪其成就[33]:372。對於中國西南地區，蔣借「剿共」之機，積極加以整頓與改造，使之成為日後民族復興根據地[33]:376。

- 學者陳鐵健、中國社會科學院近代史研究所研究員黃道炫認為，對於一個曾經主宰中國之統治者來說，蔣與文化間關係是互為影響[34]:4。中國文化長期薰陶形成蔣之性格心理、人生哲學、文化觀念、思維方式，必然很大程度規範制約蔣之思想行為；而在政教尚未完全分離之現代中國，他之政治立場和統治行為，反過來又對現代中國文化發展產生重大影響[34]:4。另一方面，以儒家經典為依據之傳統中國文化某些部分，尤其是為歷代統治者所崇奉之綱常倫理、道德規範等，對於蔣具有異乎尋常之價值[34]:4。他不僅把傳統視為可以體現人類共通價值，因而具有超時代意義人類文明成果，而且把傳統視為現代人及現代思想行為指南[34]:4。在蔣這種思維下，文化變動往往在運作過程中即遭遏制，傳統文化精神成為高標於整個社會之上[34]:4。對軍事思想、行為之推崇，對社會實行軍事式制控傾向，一直伴隨著蔣[34]:15。終其一生，他之思想行為都難以擺脫那種固執、專橫、刻板、保守、拒絕接受新思想新事物之傾向[34]:15。他承繼王陽明之方式極具傳統意味[34]:59。他確信對中國之統治必須建立在思想上[34]:59。蔣在晚年企圖綜合朱學與王學[34]:60。1968年，蔣在給蔣經國之信中談到《宋元學案》一書時，明確指出此書為程朱陸王二派對理學異同之研究，最為扼要，其實皆不出於孔孟以天地萬物一體之仁[34]:61。蔣以孔孟之融匯兩派學說，反映他企圖給中國思想界提供一個能被廣泛接受、富有權威之思想體系之願望[34]:61。但此書供中國哲學研究，存心養性，盡性知命之用，雖於格致治平有益，但究不如實用科學之急用[34]:72。蔣給中國設定一條倫理道路，希望由此建立高度規範之社會[34]:100。他總是從文化思想上尋找原因，似乎中國國民黨失敗之最大原因，「就是在教育和文化」[34]:100。蔣很願意對中國文化人施予恩惠；對文化和文化人天然之尊崇態度，在蔣身上也可見[34]:174。蔣往台灣時，用軍艦載走20多萬件文物[34]:174。蔣在生活小事上儉省和在其他方面大肆揮霍，顯得微不足道[34]:192。實際上，許多專制統治者之通病是好行恩惠，對眼前某些問題處理一秉大公[34]:192。表面公正、節省後面，隱含著混亂和浪費，蔣不是唯一[34]:192。作為一個傳統保守主義者，蔣不認為傳統在現代世界有加以認真清理改造之必要[34]:210。不僅如此，蔣還相信社會教化至高作用，力圖將政權與教化合而為一[34]:210。他期望只要他堅守那套觀念能夠在中國得以推行，教化子民，排抵異端，那麼中國振興便指日可待[34]:210。背負著過去時代之沉重包袱，蔣在現代中國之道路上步履蹣跚，而且還不僅限於思想方面[34]:210。蔣對一切象徵著過去時代之陳舊事物，都懷有異常之崇拜和眷戀之情[34]:210。在中國大陸時期，對紳士地主階層執意保護，寧可使自身統治遭到挫折，也不敢觸動他們於絲毫[34]:210。思想文化上之保守導致社會政治嚴重錯謬[34]:210。蔣喜歡在政治與文化間玩弄小動作[34]:211。蔣之文化觀念中，文化與政治難以截然分開[34]:211。他之文化觀念，常常隱藏著實際政治目的[34]:211。他無法擺脫在傳統中碰壁，終於帶著傳統記入史冊[34]:211。蒋坚持认为，对日妥协是为攘外战争可能发生争取时间，赢得生存必要力量和空间，以空间换时间，以小空间换大空间，妥协是手段而不是目的[35]:26-27:653。

- 杭州大學前歷史系主任、教授楊樹標認為，蔣打败冯玉祥、阎锡山、李宗仁，搞垮胡汉民、汪兆銘、孙科，将全国政权表面上统一在青天白日旗之下[36]:504。“ 九一八”事变後，民族矛盾加深，蒋政权及英美帝国主义在华利益均受到威胁，因此，蒋开始把矛盾由主要对付中国共产党，转为对付日本帝国主义入侵[36]:504。从“ 九一八”到“ 一二八”，再到长城抗战，再到“ 西安事变”和平解决，蒋态度一直在变，最后决定：“ 今后我绝不剿共。”正因为蒋在变，所以中国共产党策略也在变[36]:504。中国抗日战争时期，也是第二次国共合作时期，蒋基本上是一个肯定人物[36]:505。在武汉失守前后，蒋始终在抗战阵营裡，是中国战区最高统帅，一直反共到底[36]:505。第二次国共内战时期，蒋错估形势，急忙挑起新内战同中国共产党火拼，最后被赶出中国大陆[36]:505。蒋在中国大陆上一步步走过来，最后结论是：在中国历史舞台上，蒋偶然又必然风云一时[36]:505。

- 汪朝光、王奇生、金以林認為，1928年國家統一後，中國國民黨統治進入「訓政」時期[37]:76。此時蔣掌握中央政權，在黨政之地位才能遠不如對軍權之運用自如[37]:76。他在黨內地位太淺，老一輩同志仍視蔣為軍事領袖，而非政治領袖[37]:76。蔣重於軍事指揮而缺少建設政權之才能[37]:76。

- 山東大學退休教授孫文廣認為，蔣作為同盟國中國戰區統帥，領導中華民族抗戰衛國。在八年抗戰前，力排眾議，堅持「攘外亦須安內」國策，極力推遲德國軍事顧問返歐時程，並透過外交談判方式，使日本軍事行動不致全面擴大。抗日期間，蔣的領導地位無人可以替代[38]。

- 四川大學公共管理學院羅松濤認為，蔣以應對蘇聯十月革命工人暴動之模式來部署戰略，將所有大中城市控制在手中以遏止共產黨擴張，沒有認清共產黨奪取政權之戰爭不是新派工人起義，而是農民起義；而中華民國雖然是資本立義政府，但自由經濟從頭到尾都弱得可憐，政府最重要收入來源依然是田賦[39]:73-74。

### 台灣學者
- 中央研究院院士張玉法認為，蔣性格突出：第一是忠於長官，從沒有反叛行為；第二是以身許國，終生以國事自任；第三是意志力堅強，能忍受苦難，應付逆境，除力謀突破外，即為堅此百忍，在追求大目標過程中如發生枝節問題，他會盡量忍讓；第四是遇有強敵，可以退讓，但決不投降：1936年西安事變時，張學良向蔣要求抗日，蔣說：「我的主意是正確的，矢決不改變主意！」[40]:217-236並說：「滾開！你是我的敵人，我不跟你說話，如果你想槍斃我，那就請吧！」[1]:5-6。蔣認為自己可以放棄革命職務，不能放棄革命責任[1]:12。

- 東海大學歷史學系教授呂芳上認為，蔣學術思想雖未能自成系統，但勤於讀書，讀書重在致用，也是一項特色[41]:80。作為同一時代之權力競逐者，從國民革命軍北伐以後可以看到蔣對群雄兼探策與撻伐之政策[41]:82。後人對蔣其實能要求過多，從一名平凡人到領導人，當然有他奮鬥歷程；長年以來因為蔣扮演失敗者角色，因此多從負面來看蔣[41]:86。蔣失敗有多方面因素，例如在大時代裡要重建一個近代國家制度與規模，運作之規則當時確實少；在兵馬倥傯中還要對付內之腐敗與變亂，想迅速建立「近代國家」本來就是苛求和考驗；第二，蔣當時確實對黨組織重視不足，大部分心力放在軍事和對付敵人[41]:86。他底層力量微弱，缺少一個像中國共產黨般嚴密之政黨組織支撐；蔣嚮往、遵循孫中山西方民主政治理想，但最終祗做到有名無實；馬上或可得天下，馬上治之則未必[41]:86。第三，他輩分較低，很難出頭，多半成功是靠謀略和機運[42]。1920年代之北伐，統一對各地軍閥收編、妥協，急功近利，結果形成諸多山頭，蔣似乎祗成為常感無奈之「盟主」；他掌權後又頗自負，不太接受挑戰，一是尊嚴，一是權力意識，一是其地位之支撐，一是財源困乏，一是家族網絡[41]:86。更嚴重是許多人說他身邊缺少人才像周恩來般可以分擔責任；他身處之時代傳統未褪色，現代國家制度尚待建立，形象與作為很難符合後人之要求與企望[41]:86。在西方，1949年中國大陸陷於中國共產黨之事實，使蔣必得承受「失敗者」之重大指責；解釋其政治事業和評估其人格，無不受先入為主觀念之影響[41]:86。在1950年代以後冷戰形勢、兩岸對峙之下，蔣同時背負「賊寇」與「偉人」名號，看不到真面目；蔣走下神壇、祭壇、「人民公敵」之陰影，在學術界可以訴諸公議，研究蔣與民國史之時機已成熟[41]:87。1920年代孫由建國走到主導政治新局，志業尚待展開而撒手人間，蔣以軍事強人、黑馬姿態獲取大任，且以孫之繼承者自居，既要守成還得創業，革命歷程矛盾糾結，險象環生，艱苦備嘗，終其一生實未曾完成建國使命；蔣初期自視為革命家，既握大權，還常慨嘆「無組織、缺人才、沒情報」，對立者迭起，被視為保守主義者、現實投機者，終與民主鬥士無緣；1949年避難台灣，自認感受平生未有之辱，人亦多以失敗者視之；雖以頑強意志，亟思再起，但終賚志以歿；這位「繼承性創業者」蓋棺之後，幾十年來其事業肯定、否定由人，稱他矛盾一生、一生困頓，實不為過[43]:5-6。

- 中央研究院近代史研究所研究員兼所長黃克武認為，蔣責任心很重，不斷面對自身道德、知識與事功缺失，而力求改進[44]:302。此一人格特質與思想傾向成為蔣能成就一生事業重要因素[44]:302。如果想要公正評價蔣一生功過，必須同時考量其缺點與長處，兩方面未必矛盾[44]:302。其省克生活也反映他重視宗教與倫理[44]:302。並深深影響以傳統「倫理」來搭配五四運動所揭櫫「民主」與「科學」，作為建構基礎[44]:302。

- 中原大學通識教育中心歷史組助理教授皮國立認為，蔣常被人認為望而生畏，不愛說話，其實是蔣表現內斂，可能有時也在克制自己脾氣，但絕不代表每一位和蔣見面不在觀察之列[45]:325。蔣認為個人身體健康要靠後天自我鍛煉，他常對健康追求展現個人主義自信[45]:330。甚至，蔣會告訴個人經驗給病友或部屬，強調注重自信和自我鍛煉[45]:330。真正遇到疾病時，蔣還是會主觀選擇，包括要醫生配合他想要之治療，顯現他作為一位病人之頑強[45]:336。和蔣相處過，都對蔣有重視細部規矩、禮節之印象[45]:340。蔣希望在修身和軍隊管理中融入一些儒家道德修身理論，與傳統更多連接[45]:341-342。蔣從現代衛生概念中，反推回到個人行為之適當；蔣一直強調「個人」自覺與行為表現，顯見他認為現代軍人標準主要在於個人修養與自覺，可以解釋蔣並不只強調現代組織管理或法規，真正重要是個人主觀自省[45]:342。於是蔣自好依賴個人「自覺」透過準軍事訓練來學習並完成塑造之國民，可以培養管理自身精神和行為規範[45]:342。

- 國立臺灣大學政治系教授、中國國民黨黨員明居正表示：蔣中正一生有三大功業，分別是奠定國民黨北伐完成中國統一大業；二次大戰中浴血抗日8年，保住大中華不受日本軍國主義迫害；堅決反共抗俄，守住台灣不受共產主義荼毒。這三大功業足以讓蔣中正被尊為一代領袖。明居正最後說，回顧蔣一生，最為後人稱頌是以堅毅精神力拒共產黨這一西來幽靈，雖在軍事行動方面沒有成功，但他在寶島臺灣建立一個沒有共產主義的新中華民國，這50年來為國際稱道的「臺灣奇蹟」，若沒有他打下基礎，恐怕難成如此功名[46][47]。

## 海外華人評價
- 著名文學家林語堂稱：「他（蔣）是一個嚴以律己的人，既不抽煙，也不喝酒，他光幹不說，召集會議時自己不發言，靜靜地聽別人講，把他們送走後，自己再作決定。他可以站在夏日之下，給下級軍官接連演講幾小時。他很少顧忌個人安危，一旦需要，他就冒著生命危險出現在前沿陣地上……他期待一個強大、統一和獨立的中國。」[48]:374-377

- 美籍華人徐中約在《中國近代史：中國的奮鬥》一書中認為，第二次世界大戰結束後，為了不讓蘇聯插手中國內戰，蔣默許外蒙投票獨立。蔣懂得政治妥協，可能避免中國內戰，形成多黨制民主國家。結果導致中國共產黨建立政權，並失去外蒙主權，中國也失去最佳民主化時機[49]。

- 美籍華人、歷史學者黃仁宇認為：「如果不帶感情來評估，歷史上的蔣介石會被視為賭上中國命運的領袖。他劃時代的大膽冒險導致僵局有所突破，因此改變世界歷史，連帶影響美國人民的命運。也因此他必須付出代價。他決心所引發的事件愈演愈烈，情況遠超過他的處理能力，最後造就毛澤東的時代，在這段不下四分之一個世紀的期間內，積極壓制城市和外來的影響，建立一個符合鄉村簡樸氣質的同質性基礎。即使歷經數十年的動盪不安，任務卻尚未完成。」[50]:475-476從經蔣召見之人物所敍述及經驗看來，蔣引人敬肅之能力，是一種歷史文化產物，其周圍之氣息，是蔣及侍從與面對他召見及訓話之集體合作而成[51]:238。也就是說，蔣之所以令人感到凜然可畏，是覺得蔣凜然可畏之人，自己先期已在心理上作此準備，也預期左右同列者相同心理[51]:238。蔣之作為未必是他個性，而有時可能與他個性相反[51]:238。他原来是一个感情充沛，具幽默感，豪爽不羁的人物[52]:303。即在抗战前，已要全部改变个性[52]:303。蔣之行為，從聽到和看到之事蹟分析，一定要使資料陪襯長距離寬視界，我們才能體會到事情之真實意義[51]:253。20世紀初之中国因为内外冲击，所有国家社会体制已全部崩溃，需要全面重造[52]:303，蔣以他自己一自挺當，承受舊中國舊社會各種因素，替中國創造一個新之高層機構[51]:254。歷史事蹟作明證，蔣和中國國民黨奠定一個新中國高層機構[51]:259。蔣以「忍辱負重」和「埋頭苦幹」，將原始及不能和衷共濟之因素，結成一個現代型軍事政治組織，雖然內中有千百種毛病缺陷，組織也能為各國承認[51]:259。蔣主持對日戰事，也就分明指出以初期犧牲吸引世界注意，使其他國家無法袖手旁觀，終拖成一個大規模國際戰事，取得最後勝利[51]:259。蔣歷史地位鞏固，因為中國八年抗戰之事蹟不可磨滅[51]:263。蔣之不能澈底發揮能力，是由於他成功得太快[51]:267。蔣還認為自己是革命軍人，旁人已認為他是國家元首，而要他對一個現代國家之功能負責[51]:267。他之管及庶務，則是因為下面沒有一種適當組織[51]:267。許多人責備他不注重組織，可是又逼迫他準備不及時去對付日本[51]:267。那蔣只好以個人力量去拉攏當中缺少法制作為聯繫之各種因素[51]:267，他在战时自兼四川省政府主席、中央大学校长，同時還是农民银行理事长，中央、中国、交通、农民银行联合办事处主席，對內，凡參加蔣運動之人即來者不拒；對外，則要考慮英美各國之區別[51]:269。蔣在事不由己的条件下执行国策，方针有气魄而无逻辑，内战之后又全面对外以致公私敌友难分[52]:302-303。蒋并无意於反共，作黄埔第三期同学录序的时候还在呼吁团结[52]:305。直到中国共产党和国民党左派（如邓演达等）妨碍他组织高层机构时才开始“清党”[52]:305。而中國共產黨却否定他一切作為，難怪他把他們視作寇讎[51]:269。在蔣看來，他包涵容忍，是一切事物之保全者[51]:269。要是蔣容納某種分裂運動，就難以指揮部下[51]:269。蔣表徵著歷史上一種現象[51]:269。可以毫無疑問讚揚他偉大，因為他之氣魄，代表此現象和運動牽涉之幅度及縱深[51]:269。但不能說他做事全無差錯，尤其不能說他所作事都可為後人效法[51]:269。因為他活動於一個極不平常之環境內，他之手段，並不一定就是他之目的[51]:269。同時有些今昔之不同，尚是他自己之運動創造之成果[51]:269。蔣最大困擾是找不到一個現代楷模，適合當中國環境和預備領導之群眾[53]:13-14。

- 美籍華人、歷史學家唐德剛認為，蔣是中華民族史上千年難得一遇之曠世豪傑、民族英雄，率全民禦強敵，生死無悔，百折不撓，終於將頑敵驅除，使國土重光，中華民族史上，尚無第二人[54]。

- 美籍華人、歷史學家黎東方認為，蔣是一代英雄，能夠對日本侵略者抗戰到底，憑這一點已是千古不朽，但是「他不該屈服於美國壓力，不向日本索取賠償。」[55]

- 美國史丹福大學胡佛研究所研究員郭岱君認為，蔣具有現代軍事知識，同時心性堅苦卓絕[56]:13-16。蔣對黃埔軍校訓練和發展頗有定見，正是蔣之堅持，黃埔學生始能取得佳績[57]:91。蔣練兵事必躬親，嚴格督導學生之教材、訓練、生活，教導學生清潔、衛生、服裝[57]:91。蔣年少浪蕩，但極思反省改進[57]:91。也頗敬重、愛慕宋美齡[57]:92。從1920年代末期，蔣逐漸習慣早起、靜坐、讀書、飲食簡單、不抽煙、不喝酒、愛情專一，後來增加禱告之生活[57]:92。蔣隨時隨地讀書，很留意時勢，很注意歐美新聞報導；勤學擴闊他眼界與視野，增加其政治智慧[57]:92。在歷次挑戰與競爭中，蔣都不是被動挨打[57]:98。他隱忍於弱勢時，甚至暫時退避；時機一到，立刻全力反擊，毫不手軟[57]:98。蔣以孫中山信徒自居（基督徒與孫弟兄跟隨者），復以儒家修養抵勵，掌握軍事財政力量，迅速攀上權力高峰。其中固然充滿權謀機變，但更多是大勢必然[57]:98。

- 美國陳納德將軍夫人陳香梅於1975年4月22日談話稱：「蔣總統對國家和人民勳業彪炳，他給他們帶來進步、穩定和榮譽感。……」[58]:20

- 美籍華人、作家王鼎钧评价：蒋用宋明理学对付中共的唯物辩证法，表现了他儒家的哲学观，却始终没占上风。抗战期间，蒋一再批评中共没有信义。阎锡山告诉他，立场相同的人才有信义可讲，国共两党立场相反，你说人家没有信义，人家自己说这是革命。王鼎钧不同意西方人说的“国共内战是美式代理人和俄式代理人的战争”，认为应是中国孔孟文化与马列文化的战争，战争结果是中国传统文化失败。[59]

- 旅美学者辛灏年认为蒋不是中共说的“反动派”，而是民族英雄。[60]:287因为就中国历史而言，抵抗外族入侵失败的岳飞、文天祥、史可法是民族英雄，领导抗战成功的蒋更当是民族英雄。[60]:287就第二次世界大战结果而言，亡了国的法国戴高乐被称为民族英雄，蒋领导中国抗战，不但未有亡国，且废除了不平等条约，收回东北、台湾及澎湖列岛的主权，洗刷了近代中国百年来的屈辱，则更加是民族英雄。[60]:287就蒋的对手毛泽东而言，毛在敌后游而不击，一心只要“日蒋火并”，也能是“中国人民的大救星”，则亲赴前线、统帅全国的蒋，无疑当属民族英雄。[60]:288具体到蒋在抗战中发挥的作用，其持久战的方略是中国获胜的关键。[60]:257蒋很早即认识到日本将要侵华，并提前做出修好西南等备战措施；蒋更认识到日本侵华为世界大战之先声，因此坚持与同盟国一起必胜的信念；蒋“以空间换时间”的持久战思想，已为抗战最终胜利的结果所证成。[60]:257-263

- 中国民主党刊载《蒋介石算中华民族的伟人吗？》一文，认为蒋介石是民族英雄，不仅因为他是中国战时的领袖，还在于他是抗战的实际参加者。蒋在八一三事变中，冒着被日军击落的危险飞向上海督战。遥坐衙内、指挥虎门销烟的两广总督林则徐，可以被称为民族英雄；那么亲赴前线的全国最高统帅蒋介石，亦当被称为民族英雄。[61]

- 流亡美国的武汉大学博士研究生（未毕业）劉仲敬認為蔣之成功不靠敏銳智力，主要依靠勤勉和忍受逆境之堅韌，總是堅持得比別人更久，堅毅往往對自己事業有害[62]:40。從經濟角度看講，1949年社會主義改造只是1945年社會主義改造之延續，蔣完成經濟命脈國有化，將農棊和小商品之改造留給毛澤東，後者涉及人口更多，但分量還不如前者[62]:26。[63]。[62]:40-41。[62]:42[62]:46[64][65]

## 西方各國評價
1943年陳納德稱蔣是當時世界上最偉大兩三位領袖之一；史迪威則評價蔣是一條貪婪、固執和寡情之響尾蛇:271。
美國作家梅爾·米勒在其著作《有話直說》（Plain Speaking）中提到，有次他採訪第33任美國總統哈里·S·杜鲁门，談到對華政策，杜魯門氣得大罵「他們（蔣、宋、孔）都是小偷，他媽的他們之中每一個都是（They're all thieves, every damn one of them.）……他們從我們給蔣送去的35億美元中偷去7.5億美元，他們偷了這筆錢，而且將這筆錢投資在巴西的聖保羅、以及就在這裏——紐約——的房地產」此書說，杜魯門還對美國對華援助遭嚴重虧空，以及美國國會和聯邦調查局注意到孔宋家族不正常斂財手法十分不滿。此書說，杜魯門77歲接受採訪時，提起蔣，仍怒火中燒：「我從來沒有改變我對蔣他們那幫人的看法，他們個個都該進監獄！如果我活著看到他們鋃鐺入獄的那一天，我將很高興。」:2711963年，梅爾·米勒寄了此書一篇草稿給杜魯門，聲稱將投諸報紙；杜魯門回應，如果發表，梅爾·米勒就等著法院見；所以此書是杜魯門逝世後的1974年才出版的，梅爾·米勒在1986年逝世前把相關大約7小時40分的錄音和近八千頁的文字捐給杜魯門總統圖書館，這些資料才被公開。1995年，杜魯門傳記作者、美國歷史學家羅伯特·H·費雷爾直言，此書所記載的談話多為虛構。
第37任美國總統理查·尼克森認為：「蔣常穿筆挺的黑披風，剃光頭，在私下會見中態度嚴肅，不苟言笑。他有個習慣：我講完話，他總要急促地説聲『好、好』，使人覺得有點神經質。但是他的眼中露出自信和堅韌的神情，黑色的雙眸偶爾也放出光芒。在我們開始討論之前，他一直環顧房間，可是會談一開始他便自始至終兩眼盯着我的眼睛。蔣和毛的個人習慣也大不相同，很有意思。蔣甚麼都井然有序——服裝、辦公室、家庭。他在每一個方面都能律己和富有條理。他給人的印象用『整潔』、『利落』來形容並不過分。毛恰恰相反。……蔣是個實幹家。在他風浪叠起的一生中，他有許多次是正確的，所以他絕對相信自己的判斷。他愛讀儒家哲學家王陽明的著作。王陽明說：『真知即以為行，不行不足謂之知。』甚至1949年的大潰敗也沒能動搖蔣的自信。在他看來，那只不過是又一次暫時的挫折。每次我見到他，他都談到光復大陸。即使他的某些助手已經放棄這一希望，他也不曾失去信心。他為自己起名『介石』，意思是『不可移動之石』。就他的性情而言，這個名字起得再恰當不過了。我非常欽佩他的堅毅精神。他不僅僅由於某件事看來在所難免而甘心向這一『難免』之事屈服。永遠有人對領袖人物説他的目標是不可能達到的。這樣的人缺乏創造的眼光。他們認為某事辦不到往往是因為這件事過去從未做過。蔣懂得這一點。他曾寫道：『我始終為敵人所包圍，時而處於劣勢，但我深知如何堅持。』蔣儘管堅韌，還是有他的過錯。不過，像丟失中國這樣的悲劇決不會是一個人的過錯。蔣是一位出色的政治和軍事策略家，但他死板地『照書本辦事』，因此他作為戰略家是平庸之輩。在某些特定的戰略設想範圍內採取行動，蔣的頭腦敏捷而果斷。但是，他按照他確定的規則行動。如果這些設想保持不變，那就誰也比不上他，但是他不大能跳出這些設想的圈子，制定出向舊戰略挑戰的新戰略。歷史上有許多人物曾向他們那個時代種種既定的設想挑戰。歷史充滿了對次要人物的腳注，這些人物曾提出新見解，但是不合時宜；歷史是由提出適應時勢的新見解的人物創造的。對蔣來説，不幸的是毛澤東屬於後者。」:17-19。他於1975年4月6日發表聲明稱：「蔣總統為美國戰時一位偉大的盟友及一位英勇的領袖。我們於一九五三年初次會晤之後，這些年來，我即認識並敬仰蔣總統為一位政治家及友人。我發現他是一位睿智、有大勇的人，他堅定的獻身於他所堅信的原則。……」:10尼克森意外地發現，周恩來和其他幾個問起蔣情況之官員對蔣有一種奇怪地矛盾態度：作為共產黨人，他們恨他；作為中國人，他們尊重他，甚至贊賞他:15。尼克森曾評價蔣是政界人物中最罕見典型人物之一，是一位保守之革命者:333-334。尼克森把蔣氏夫婦都看成朋友，有共同信念和原則；蔣在台灣實行獨裁統治，但並沒有像毛澤東那樣過分自我頌揚，自視為當代秦始皇:12-13。
第38任美國總統傑拉爾德·福特於1975年4月5日發表聲明稱：「……蔣總統是一位堅決正直、大勇、和深具政治信念的人。他是第二次世界大戰主要盟國領袖的辭世最遲者，各種職業與世界各地的人們，會記得他的崇高和對他信仰的主義之獻身。……」:14月15日，美國副總統洛克斐勒率團抵台時發表書面聲明：「……美國人民將長遠銘記蔣總統的果斷、大勇和愛國情操，以及他在二次大戰期間，身為同盟戰友對盟國目標的貢獻。」:2-3
前盟軍中國戰區參謀長魏德邁談話於1975年4月6日稱：「蔣總統的去世，使我們在自由世界的人，失去了一位具有超然勇氣的領袖。他是一位始終忠於朋友和原則的偉人。……」:11他於同年4月16日在美國華盛頓國家大教堂蔣追思禮拜中悼辭〈蔣總統——自由的衛士〉稱：「……蔣總統八歲喪父，由他母親獨負教養之責。他常常回憶慈母的訓誡：『我所為你祈禱的，祇要你能忠愛國家，並保存祖先的好名譽。』他養成一種牢不可破的道德觀念，責任感和以堅忍精神應付艱難的能力，應該歸功於他的母親。……在開羅會議完畢後，我聽到羅斯福總統頌揚蔣委員長是一位大勇和具有遠見的人，而對現在與未來的種種問題，了解非常深刻。……蔣總統了解，人類的自由乃是建立現代國家的基石，正如他了解在較大的國際關係領域中，有了自由就無戰爭的危險，而且有更大的和平可能。他曾寫道：『如果在我死的時候我仍然是一位獨裁者，我當然會與所有的獨裁者一樣，被人們所遺忘。在另一方面，如果我能為一個民主政府奠定真正的穩定基礎，我將永遠活在每一個中國人的心中。』……誰能不相信他已在臺灣奠定了為後世子孫所憑藉的自由基石？」:33-37
前美國駐華大使司徒雷登返回美國後，認為蔣具有堅強意志和不屈勇氣:291-293。蔣看出「中國必須先有政治和軍事的準備，他很明智地抑制自己，以免招致日本的進攻，並可能給日軍以充份的進攻理由。」:499「他的各種偉大優點，使他成為一個忠誠愛國的、不與人同流合汙的和足智多謀的領袖，他百折不撓地決意保持其他國家的獨立，不受任何外國控制，一心要為他憲政的民主政治奠定基礎」。
前美國駐華大使納爾遜·詹森評價蔣目光動人，但對人從不信任，各事親勞:20。他在《美國對華政策（1925－1941）》談到蔣介石時説：「他將是中國的獨裁者，實際上他現在就是中國的獨裁者，因為在南京政府中，可能誰也不想對未與他商量的事情負責。」:89
美國新聞記者兼作家、美國共產黨白修德（奧西多·懷特）與賈安娜（安娜麗·賈科比），在《中國的驚雷》中認為：「蔣看到中共和他自己一樣，是冷酷無情領導者。他把共產黨人看成俄國的間諜，擁有一些魔術似的方案，要把農村陷入社會大動亂中——他恨他們。……此後顯現出來的新的中國，蔣介石是主要的建築師。有時，他在抑鬱之中，退出政府幾個月，以證明只有他才能把政治中不同的分子凑在一起；他回任時，威信和實力總比以前更大。」:184-185、「至於蔣，他是恨日本人的。但他覺得他的軍隊無法制止日軍的前進，覺得中國的工業無法和日本工業的現代化力量頑抗，覺得中國沒有統一。他打算先消滅共產黨，建立了統一，然後再來應付日本。」:189白修德在其晚年曾對《新聞週刊》記者承認，他過低估計蔣遇到之困難，那就是「動員五百萬的兵力同強敵不斷地作八年苦戰，為中國歷史向來之所無，而且軍隊係社會既成因素所併合出來的一種產物。嚴格說來，我們的社會即使罄其力也無從支持八百個師之現代化的軍隊……一九三七年中國之對日抗戰不僅物質條件欠缺，而且組織能力也不夠。縣以下是無數村落間的小單位，除了幾個通商口岸之外，縣以上應有的現代機構一般都不存在。民間既如是，軍隊與官衙的行動與運轉必受其影響。所以西安事變之前蔣介石派黃郛和何應欽與日本交涉，總是提倡忍辱負重。戰事一開，他又將一切謹慎擲諸化外，而以士氣人心代替組織與效率。其不惜犧牲，有如將原來儲備軍官的教導總隊一體投入戰場，事前向他們訓話，囑他們個個必死（死時確極慘烈）。他的目的是將一個局部的戰爭拖成一個全面的抗戰，使無人可以規避，并且終於拖成一個國際戰事，中國也賴此得到最後勝利。凡此都不是軍事教科書之所敘及」。
1975年4月14日，《時代週刊》〈犧牲品的死亡〉稱：「……蔣介石寫了一本書關於中國過去之「恥辱」與未來之「重建」。他把書命名為《中國之命運》，但蔣更應稱它為「我的命運」。……這位戰士身材消瘦、充滿抱負，一生征戰南北，雖然最後失敗，但他根據個人構想塑造歷史。……眼睛明亮，下巴堅硬，蔣介石（名字意思是「堅石」）是本世紀主要人物之一。作為一名革命及熱情民族主義者，他有一個充滿勝利與失敗之傳奇事業。在他生命中有六十年都耗費於艱苦地走上鬥爭。……」:265「……但在蔣作為中國領導人之整個任期內，國家不斷受到外強侵略，內部分裂嚴重，其黨內部腐敗、效率低下。……」:266「……經過十多年紛亂，蔣介石統一中國，他為中國做了一件關鍵事情，在共產黨存在之情況下加速中央集權制。……蔣介石是大範圍嘗試。他之失敗最終會削弱他在歷史上之重要，但決不能被忽視。……他當過兵，講話像一個革命者，似乎命中注定要執掌大權。……他帶領部隊開始一系列行動征討軍閥，從而使國家得到空前統一。儘管蔣極力反對共產主義，但他在開始曾與年輕的中國共產黨及其蘇聯顧問合作；但當統一大業進展順利時，他開始反對共產主義者……」:267
美國當代歷史學者兼政治傳記作家布賴恩·克羅澤認為，蔣屬於那種少見、非同小可的人物：這種人的勇氣、工作能力、個人意志及其精力——全部耐力——是一般人所想像不到的；對他們之時代和後世之不同影嚮取決於他們從事活動之政治背景、所繼承之歷史遺產以及國家之大小、國力或重要性:1。但是，他不瞭解整個社會基礎，儘管他統治大多數中國人口。蔣之戰略是避免失敗，而不是爭取勝利，內戰全面失敗埋葬其軍事威望；蔣是一位政治家和政治領袖，是一位戰術家而不是戰略家，比競爭對手略高一籌並善於控制他們:10。蔣有勇氣、精力和領袖品質，他不僅是有很大缺陷，從希臘悲劇意義上講，也是一位悲劇人物:272。歷史之偶然使蔣不得不和另一位更獨特人物——毛澤東共同統治中國並決一雌雄，是蔣之不幸，缺少流芳百世之先決條件——運氣；同樣錯誤也不可估量:2。
美國作家丹尼爾·雅各布斯在《鮑羅廷——斯大林派到中國的人》中認為：「蔣介石不是一介武夫，他首先是一個軍事政治家，而不是一個戰略家，他也算不上什麼『軍閥』。……儘管蔣介石有追求虛榮的傾向，但人們不得不承認他在當時是國民黨非常需要的人才：受過軍事訓練，有軍事經驗，並且不是軍閥；他沒有自己的軍隊；他接近孫（孫中山）並接受孫的領導。在國民黨裡，這樣的背景唯他獨有，因而孫中山、廖仲愷、胡漢民和其他一些人請蔣回到廣州，出任黃埔軍校校長。」:35-37
西方史學界對蔣有正面看法，認為他有品德上優點：「律已甚嚴」、「生活節儉」。
費正清（John King Fairbank）認為，蔣在台灣成功因素，是重用中國大陸來台知識份子。1942年，國民政府國家資源委員會派往美國深造工程師之中，21人留在中國大陸均未獲毛澤東重用，7人來台灣，裡頭3人為國營工業首長，2人做到經濟部長，1人成為經濟開發主持人，另一個則為行政院院長:390。費正清認為，蔣有「鋼鐵般決心」和「不屈不撓的精神」。费并在晚年一改亲共态度，反省过去研究的失误：“研究历史的人评估国民党在中国的成败得失，采用了大量由中国自由派人士发表的批评和中国共产党的宣传言论。共党宣传人员千方百计要赢取自由派人士支持，因此不放过国民党的任何腐化行为与侵犯人权之事。……虽然蒋介石下面有积极主张极权主义的人，他们却不能像后来上台的中共极权主义控制得那么严密。所以，国民党政府和共产党政府的形像源于极不相同的资料根据，实在是不能做比较的。例如，中共处死的人数有多少，当时的局外人是不可能知道的。現在回顧當時的蔣介石，大家都肯定他的紮實外交成就。在一九三〇年代初，他藉談判退讓拖延了日本的侵略行動，同時又取得納粹德國之助來建設軍事與工業。一九三七至一九三九年間，他爭取蘇聯軍援以抵抗日本。一九四〇年代，他讓新疆脫離蘇聯勢力，同時取得美國依租借法的補給。而且，如柯偉林（William Kirby）提醒我們的，他迫使莫斯科以對待一個強國的態度支持中國。蔣介石在歷史上的評價，還要隨著台灣的中華民國一同上升。”
哈佛大學費正清中心研究員陶涵認為，在1920年代，蔣已經建立起個性剛愎、脾氣陰晴不定之名聲。然而，孫中山顯然認定這位出身溪口山村之軍官是無價瑰寶。蔣之脾氣令友人不快、敵人厭惡，也使他成為中國國民黨裡最幹練之軍事領袖。孫看清楚蔣之嚴重缺陷，但也看到他可貴之特質，如堅忍不拔、忠心耿耿、大膽不畏死，即使連戰連敗、死裡逃生都挫折不了鬥志:48。他和孫中山一樣清廉自守，「為了革命大業而不拘小節所為」:11-12。陶涵認為，蔣沒有太多領袖魅力，大體上也不為同儕所喜歡，但有時他的堅決、勇氣和清廉也使他頗受愛戴；他雖是個自我約束的人，個性卻氣勢凌人，表面看來沉著、不苟言笑，脾氣極壞卻又笑容可掬，偶爾也會啜泣；他是位虔誠基督徒，可是一旦危及國家存亡、統一或統治地位，他也會合理化暴力行為；他有時候會偏執叫嚷，但碰到危機又時常能冷靜分析事理，表現出對手邊問題動向和可能性的瞭解；在中國大陸某段時期他軍功顯赫、戰績彪炳，但一切都止於1948、1949年之大潰敗；無論是有心或無心，他也替台灣活力充沛之民主發展做好準備:19。蔣對現代中國功績超過毛澤東。蔣相信要恢復中國主權及世界地位，「條件就是國家統一」:729。他退守台灣，不曾正式放棄中國對任何領土主權，「維持一個中國的原則」:730。推動現代中國在21世紀現代化前進的，是蔣的主張、「不是毛澤東的觀點」:735。作為愛國者，他仍最終倖存在台灣，堅持法理上一個中華民國的國策，為台灣步入現代化、民主化奠定基礎。孫中山曾在一封信裡提到，蔣常因「脾氣剛烈」、「恃才傲物」與人爭執，很難和其他同志配合工作。孫中山也了解他生活糜爛，「縱情聲色、飲酒無度」:12。蔣經常厲聲斥責同仁、僚屬，衝動使他一再陷入麻煩。
主張民主和平論的魯道夫·拉梅爾教授估計，蔣介石領導的國民黨政權下1021萬4千人被滅絕，在20世紀的政權中排名第四（前三名依次是史達林政權的4267萬2千人、毛澤東政權的3782萬8千人、與希特勒政權的2094萬6千人）。。但統計數據被質疑十分不可靠。蔣的部分甚至直接從北洋軍閥割據的1921年開始算起。因各地天災人禍飢荒而死的中國人民也當作「蔣政權致死人數」。而「1024萬4千人」的數據還是從粗估死亡人數範圍的600萬到1850萬中間取一數而成。
經濟學人（The Economist）則以「戰後中國，或者蔣的中國」（Post-war China, alternatively Chiang's China）為題論述說，若當年國共內戰是蔣介石領導的軍隊打贏，之後的亞洲情勢、冷戰規模都可能截然不同。
中國大陸過去30年驚人崛起，讓共產黨得避免大陸沒有毛澤東會更富裕的說法：但若沒有毛澤東，大陸或許真的會更好，蔣介石領導的軍隊退守台灣，台灣繁榮發展，毛澤東統治的中國大陸經濟破敗，直到鄧小平1970年代末期開放才有改變。倘若1950後大陸經濟成長步伐與台灣相仿，大陸2010年前的國內生產毛額，會比實際狀況高42%。
文章說，蔣介石若未輸掉內戰，國民黨也得面對鄉村窮人的不滿，但蔣式獨裁可能比毛澤東寬厚，或許不會只因意識形態就殘殺數百萬地主，不會有1950年代末期造成數千萬人餓死的「大躍進」，蔣介石不會像毛澤東般消滅私人企業，強迫農民把土地交給「人民公社」，以致飢荒加速，鄉村發展至今仍深受其害，也不會讓大陸陷入1960與1970年代的文化大革命動亂，導致數百萬人遭到殺害或處決。
蔣介石統治下的大陸，不會等30年才成為全球經濟的一份子。他必會嘗試保護中國大陸市場，不受外國競爭之擾，就像台灣等亞洲經濟體在經濟迅速起飛時期的作法，但他也會更快速放寬這類限制。
若蔣介石打贏內戰，亞洲的戰略地圖會非常不同。他不會支持北韓1950年侵略南韓。若沒有大陸撐腰，金日成可能不會得到史達林支持，但蔣介石身為堅定的民族主義者，若打贏內戰，他和日本的關係必為隱憂。中日之間的敵意可能使東亞安全局勢更快變糟，遠早於1990年代東亞成為區域緊張源頭之前。
若蔣介石打贏內戰，冷戰可能會更趨激烈。蔣不接受蘇聯控制蒙古，1960年代，毛澤東治下的大陸在邊界和蘇聯短暫開戰，若蔣當政，那場戰爭的規模和血腥程度可能更甚，但大陸那時可能已成政治更民主的國家，畏懼分離主義可能減緩民主發展，但中產階級會比在共產黨統治下更快速成長。
文章指出，儘管蔣介石領導的國民黨專制統治，大陸仍會是美國盟邦，因此亞洲不會像現在這樣，因為美、陸爭奪老大哥地位而分裂，可能甚至連日本，都要學著和這個富強的鄰國共處。
2011年，美國《商业内幕》网站在其「20世纪最成功的独裁者」中将蔣介石排列为第四位，并認為在1950年至1975年這二十五年時間里，台灣經濟和軍事高速發展，成為亞洲僅次於日本的發達地區。
美國作家埃德加·斯諾在《遠東前線》中認為：「他的敵人説他『虛榮、剛愎自用、對於即使微不足道的奪權對手都十分嫉恨』。但是他有很大的匹夫之勇和不倦的精神，這在某種程度上令人欽佩。他主要是靠自己的超人精力，從十年前一個無名的證券經紀人的地位，爬到今天成為4億人口國家的命運的主宰。」:136
《紐約每日新聞》說：「在蔣總統領導下，自由中國人民所享有的自由與繁榮使得他們那些遭受不幸的親友羨慕不已」
《華爾街日報》說：「在蔣總統英明領導下，中華民國已成為一個繁榮國家，值得開發中國家仿效」
美國《紐約時報》1975年4月6日專欄〈蔣總統生平〉稱：「……以世界人士看來，蔣總統那種清癯、整潔而畢挺的體型代表了剛毅和決心。他的苦行和節約，似乎適於為中國『多難興邦』理想而奉獻的領袖。」:99同年4月7日，美國《華盛頓郵報》社論〈現代政治家蔣總統〉稱：「蔣總統在世界和亞洲歷史上自有其不可磨滅的地位。他是統一中國的第一位現代政治家，他把中國由積弱的清廷以及地方割據和魚肉人民的軍閥手中拯救過來……」:99
德國國防軍之父漢斯·馮·塞克特（Hans von Seeckt）形容蔣如同土耳其民族領袖恩维尔·帕夏（Enver Pasha），是能在動蕩複雜環境中屹立不倒的人物，也是中國統一希望，並表示如果再年輕20歲，願與之共同工作:189。
在《第二次世界大战回忆录》中，英國首相温斯顿·丘吉尔指出：「他的那種沉著、謹嚴而有作為的性格，給我以深刻的印象。這時，他的權威和聲望正處在頂峰。在美國人的眼中，他是世界上的一個舉足輕重的力量，他是『新亞洲』的一個鬥士。毫無疑問，他是一個堅定地捍衛中國、反抗日本侵略的人，同時他又強烈地反對共產黨。美國各界人士公認，在這次戰爭獲勝以後，他將成為世界上第四個大國的首腦。後來，許多持有這些觀點和估價的人們都拋棄了他們原有的看法。我在當時並不同意人們這樣過高地估計蔣介石的力量，或中國在未來的貢獻，然而，我在這裡還是可以指出，蔣介石大元帥至今仍然獻身於當時曾使他獲得廣泛聲譽的同一事業，但是，後來他卻在自己的國家中被共產黨擊敗，這是一件很糟糕的事。」:266
英国经济学人杂志2009年5月7日评：蒋介石是精明和有先见之明的人，并非美国将军约瑟夫·史迪威所描述之“花生米”或英国艾伦·布鲁克在开罗会议描述的“介于虎和猫之间”。

## 蘇聯評價
蘇聯國際遠東書記處成員、青年共產國際執行委員會東方部工作員C·A·達林在《中國回憶錄》中認為:「蔣最感興趣的是財政問題。他力圖繼續控制對個別軍團的撥款。因為他明白：誰給錢，誰就能夠掌握住改編到國民黨方面的軍隊。」:48
蘇聯駐華武官處工作員A·B·勃拉戈達托夫（化名羅蘭，後任國民軍蘇聯軍事顧問組參謀長）在《中國革命紀事（1925─1927）》中認為：「根據我親眼目睹以及同蔣介石打過交道的其他一些顧問的介紹，蔣介石給人的第一印象是他神經過敏、自尊心強、貪權好勢。儘管他懂軍事常識，但實踐證明，他不是一個果敢無畏的軍事指揮員。在指鬥中，他優柔寡斷，總是過高估計敵人的力量，常常在困難的時刻歇斯底里的大發作。他比較容易接受新方法。但蔣介石從來都是很注重自己的權力和威信的。瓦·康·勃柳赫爾曾鋭敏地看透了他的這一特點。實際上，蔣介石是一個性格不剛的人，老是聽周圍人的話。他在實施自己的決定時總是秘而不宣，有時不顧一切。……蔣介石在南京發表的一些公開講話中，保證要放棄獨裁特權，將財經大權和供給大權轉交給政府和軍事委員會。實際上，他根本沒想放棄獨裁。在南京和在去上海時，他花了很大氣力來鞏固自己的實力。」:52-53
蘇聯駐華軍事顧問亞歷山大·伊萬諾維奇·切列帕諾夫（切列潘諾夫，黃埔軍校首席顧問、國民革命軍第一軍顧問）在《中國國民革命軍的北伐——一個駐華軍事顧問的札記》中援引鑒定：「就蔣介石的天性而言，他是一個多疑的、虛榮心很強的、城府很深的追求權勢的人，他具有歐洲進步的萌芽，但沒有擺脫中國的偏見。在對將軍的性格有所了解以後，與他得體相處，對他十分含蓄地加以誇獎，是可以從他那裡得知許多事情的；但在他面前永遠不要表現得高傲或謙卑。作為一位組織者，蔣介石是勁頭十足地執行預定計劃的。他在莫斯科逗留過若干時間，了解紅軍的體制及其領導，這對他產生了良好的影響。同其他軍官相比較，蔣介石對於學校裡在學員的軍事訓練方面和政治教育方面實施新辦法是容易贊成的。在成立國民黨基層黨部時，蔣介石被選為委員，他積極地參加了黨部的工作，同他的學生以及低級軍官一起出席會議。確實，在會議上他讓人感到他是學校的領導，但他並沒有妨碍貫徹執行學校的這些或那些政治措施。當基層黨部需要行政上的幫助時，他便立即發布相應的指示。蔣介石了解封建軍閥的弱點，這些軍隊缺乏政治基礎。當他的團隊開始整編時，他同意組織政治部和設置黨代表。團隊的政治工作使這些團迅速地比州軍隊的其他部隊高出一頭。……儘管蔣介石是一個孤僻的、虛榮心很強（強到病態的程度）的人，他向往着中國歷史舞台上出人頭地，但他善於克制自己的脾氣，並能感到群眾脈搏的跳動。……他和絕大多數中級軍官一樣易於振作也易於泄氣，沒有介乎兩者之間的情緒，不懂得沉着冷靜。在決定軍事任務中手現的膽怯或許可以用他不夠堅強、害怕陷入困境加以解釋，這就驅使他更要謹慎從事。但在東線戰役結束前蔣介石的決定逐漸變得大膽起來，他的信心也增強了。」:96-99、「蔣介石是黃埔第一軍軍長。他曾到過俄國。他比所有的軍事工作人員都更接近我們。懂得政治。虛榮心強得嚇人。……蔣介石解決問題迅速，但他作出決定常常考慮欠周，因而又改變決定。他固執，愛堅持己見。他政治上的發展應當達到合乎邏輯的終局。他在軍隊中享有威信，他能在職權範圍內調集部隊，又能在公事之外同指揮人員建立友好的關係。」:99-100、「他是一個深沉的好懷疑的、虛榮心特別重的人。他對任何人都絕不信任。非常多疑，權勢欲強。將軍中最先同我們一起從事重要工作的人中就有他。他是一位優秀的組織者。他善於把絕對服從他的人挑選在周圍。當他相信必須實施新辦法時，他是比較容易接受的。他在政治上是個左派，並正往左發展。他容易受到左派人士的影響，為他們所吸引。他的政治行為取決他周圍的人。他在貫徹自己決定時是堅決又不露心迹的。他不太重視別人的看法，有時與所有的人意見相背。」:100
蘇聯作家B·B·沃龍佐夫在《蔣介石之命運》中認為：「蔣本人從30年代下半期就不喝酒不抽煙，從這個意義上説，他是個榜樣。在外國使團中傳着關於蔣介石的佳話：謙虛、衣着樸素、用餐適量、刻苦耐勞。……儘管有時在各種政治軍事力量之間搞平衡可以彌補軍事力量上的不足，但是在蔣介石眼裡訴諸武力仍然是主要的策略手段。」:160-167

## 日本評價
1975年4月6日，日本副首相福田赳夫談話稱：「蔣總統是世界的一大偉人……是第二次世界大戰期間四巨頭中享有高壽的一位。」:6-7同日，日本內閣官房長官井出一太郎代表日本政府發表一個「非官方」談話:487：「……蔣總統在本世紀初曾留學日本，並有很多日本友人，為深受日本國民欽佩、敬愛之人物。渠（他）一生與現代中國歷史息息相關，亦為一部中國現代史，深信其豐功偉績將永遠留存人類之記憶中。……」:7同日，日本前首相岸信介表示：「我們失去了一位偉人……想到第二次世界大戰後我們所受到的待遇，我們不可能忘記蔣先生為日本所出的力。雖然日本軍方在中國造成了一場風暴，但是他把日本人遣送回國，不把任何人當作戰犯。他反對蘇俄分裂日本，並運用他的力量，保存了我們的天皇制度。他協助日本戰後的混亂，並協助日本奠下復興的基礎。」:7同日，日本自民黨副總裁椎名悅三郎談話稱：「我想大多數日本人都在悲悼亞洲的偉大指導者。尤其是蔣總統與日本之關係很深，哀悼之念格外深切。中日間實務關係，因蔣院長早已掌握中華民國之實權，料將不會有影響。惟蔣總統係亞洲偉大的領導者，他的逝世難免對世界有所影響。」:8
日本前首相佐藤榮作於1975年4月6日談話稱：「日本將永遠難忘蔣總統於第二次世界大戰後給予日本的大恩大德。最令日本人難忘的一件事就是，蔣總統於第二次世界大戰後對日本以德報怨的恩惠。」:7並於同年5月27日出版之日本《產經週刊》緊急增刊〈悼念總統蔣公〉稱：「……蔣公是一位學識非常豐富的長者。……蔣總統還是使好多日本人免於餓死的救命恩人。大約是昭和二十四、五年間，日本遭遇到空前的饑餓，數月之內竟餓死了近百萬人。農林省希望通過麥克阿瑟的盟軍總部，向緬甸、泰國買米進口，作為緊急措置，但是沒有行得通。在一籌莫展之時，蔣總統從當時的臺灣省糧食局長李連春聽到那情形，即刻批准進出口十萬噸白米，緊急運到日本濟急。當時日本在占領之下，所有進口的糧食全以盟軍總部發出的形式發表，不註明來源，所以當時日本官廳的記錄中亦沒有明記為臺灣進口的緊急濟米，但是這是我從李連春（現任行政院政務委員）本人那兒直接聽到的秘話之一。……」:71-74
日本《朝日新聞》1975年4月7日社論〈蔣總統逝世〉稱：「……蔣總統的卓越功勳，由於其領導八年抗戰勝利而達到頂點。中日戰爭的勝利，使中國自鴉片戰爭以來，由被列強蠶食之『半殖民地』狀態一躍而成為與美、英、法、蘇並列的世界五大強國之一。……」:127同日，日本《每日新聞》社論〈以德報怨的人〉稱：「……蔣先生反對討論廢止日本天皇制，戰後並反對盟軍分區占領日本，這些恩德，對於多數的日本國民而言，實在難以忘懷。……」:129，蔣經國上台以後將可能是一種“現實、合理路線性濃厚的融和政策”。同日，日本《產經新聞》社論〈悼念蔣總統〉稱：「……蔣總統為辛亥革命後六十年來……日本投降時，毅然宣告『以德報怨』，使日本軍民安然返國。……」:128同日，日本《讀賣新聞》社論〈蔣總統逝世之後〉稱：「……蔣先生的國民政府時期，由於日本多年的侵略，使中國生靈塗炭，然而蔣先生却不念舊惡，於日本戰敗之時，採取以德報怨的寬大措施，使吾人深為銘感。蔣先生為一民族主義者，亦為愛國者。蔣先生主張『一個中國』，並堅決拒絕『兩個中國』或『一個中國、一個臺灣。』……」:126-127《日本經濟新聞》說：「蔣氏之死是反攻象徵的消失和國共對立抗爭解決的好機會」。
1939年11月第一次長沙會戰後，日本軍陸軍第11軍司令官、第二次世界大戰戰犯岡村寧次向日軍大本營提出《關於迅速解決日華事變作戰方面的意見》。報告中說：「看來敵軍抗日力量的中心不在於四億中國民眾，也不是以各類雜牌軍混合而成的二百萬軍隊，乃是以蔣介石為核心、以黃埔軍校青年軍官階層為主體的中央軍。在歷次會戰中，它不僅是主要的戰鬥原動力，同時還嚴厲監督著逐漸喪失戰鬥力意志而徘徊猶豫的地方雜牌軍，使之不致離去而步調一致，因此不可忽視其威力。黃埔軍校教育之徹底，由此可見……有此軍隊存在，要想和平解決事變，無異是緣木求魚」。
蔣在日本振武學校就讀三年，1910年第十一期畢業:10。畢業後，蔣在野炮兵第19聯隊入伍，據高田第13師團師團長長岡外史在回憶錄中稱，留學時期之蔣君，才能膽略，內蘊不露，說不出有什麼出人頭地之表現:88。要讓蔣與普通士兵一樣去掃馬房時，蔣之面上即顯出悲憤之色，那種氣慨，幾乎無人敢當:88。當然，令師團長吃驚是，蔣在1927年11月，首次下野到日本時，特意走訪他，這使長岡對此頗感意外，而蔣臨走時，特別寫下「不負師教」四字:88。長岡驟然感慨，蔣能有今天，大概是因為有這類美德之緣故:88。
日本東京大學東洋文化研究所準教授松田康博認為，蔣在中國大陸時，曾經因為國民革命軍北伐以及中國抗日戰爭勝利，而獲得相當高威望:183。但是因為國共內戰失利以及在台灣實施威權統治，導致他在領導台灣時被恐懼和討厭:183。正因為蔣在政治經歷有大起伏，對他評價毁譽參半:183。蔣為維持軍民士氣及內部向心力，故意模糊戰略意圖:183。蔣認為整個中國國民黨統治體制受到衝擊:183。蔣已經做最壞打算，下決心撤往台灣:184。蔣早就了解到中國大陸很難保住，遂一邊大喊死守中國大陸，一邊按部就班準備撤往台灣:184。蔣利用撤往台灣時機，排除地方派系，進行國軍中央化:186。蔣為鞏固權力及計畫反攻，整編軍隊:186，實現肅清地方派系目標:187。蔣下野其實是戰略性行動:187。蔣有意透過引退，使李宗仁等和平派人士徹底失敗，俟令他們擔負起失敗責任後，再行復出:187。國軍藉由撤退行動，透過陳誠與孫立人進行，將地方派系部隊解除武裝、整編、裁減人事，進而完全將其解體:187-188。而蔣長久以來想達成國軍中央化之目標，透過國共內戰敗北，以及其勢力獨佔海上運輸而達成:188。蔣早已料到中國大陸失陷，遂有將在中國大陸各地方派系肅清，好在台灣重新出發之考量:188。蔣用下野之方式，讓人們陷於困境，以強化政府內部對自己之向心力。:190蔣讓行政院長閻錫山與中國國民黨中央黨部撤退到台灣。:190蔣以撤退到台灣為契機，達成他政治戰略基本目標。:191蔣目標是透過行使中國國民黨總裁職權，將資源集中於作為撤退目標之台灣，退到台灣後復行視事，重新建立黨政軍體制，再藉由美援恢復確保台灣安全，然後完全維持法統，待機反攻大陸。:191特別是在人事戰略上，蔣發揮絕妙手腕。:191而蔣之政治戰略，與中國抗日戰爭時期撤退到重慶作法相同。:192就是遇到危機時，先確保撤退據點，把資源集中後再重整，好面對下一次作戰。:192這種戰略，可以看出他身為一個軍事領導人之特質。:192蔣利用撤退到台灣之時機，強化自己權力基礎與正當，可以看出他善於在逆境求生之領導特質。:192

## 韓國評價
1975年4月6日，大韓民國總統朴正熙發表特別聲明：「蔣總統不但對導致二次大戰盟國勝利有偉大的貢獻，而且對韓國的獨立運動，也曾予積極的支持。蔣總統對二次大戰後為奠定世界和平和秩序的基礎，貢獻尤多。他的這些無法數計勳業，將永為韓國人民所難忘……」:1並對蔣介石逝世發表悼辭稱：「……本人和韓國同胞暨全世界所有崇仰其勳業的人們，敬向蔣總統歷盡艱困，而仍固守信仰，堅毅不拔的精神致最崇高的敬禮。……」:294月11日，大韓民國總理金鐘泌談話稱：「蔣總統對韓國獨立建國的支持與貢獻，載于韓國史冊，韓國國民將永誌不忘他的恩德。……」:4
1975年4月8日，韓國英文《韓國時報》社論稱：「……這位已故中國政治家，在我國悲劇殖民時代中對我們愛國志士不斷予以援助，結果在第二次世界大戰後，促使韓國人民恢復國家的獨立。……自從中華民國政府遷臺後，蔣總統創造新的社會風氣。因此，目前自由中國人民享受繁榮的經濟，其經濟體系比遷臺時擴大為十倍，國民所得在七百美元以上……自由中國人民預期在今後五年內，將使他們的國家在經濟上趨於先進國家之林。蔣總統在韓國歷史黑暗期間，援助韓國獨立鬥士，並予以庇護，此一歷史事實，韓國全體人民將沒齒難忘。我們愛國志士在蔣公鼓勵和保護下，能在國對國內的殖民統治者鬥爭。由於一九四三年開羅宣言的明白規定，蔣委員長促使世界各國承認獨立韓國的歷史正當主張。在他領導之下，中華民國與新建立的大韓民國維持友好關係，尤其在國際政治方面更如此。……」:125同日，韓國英文《前鋒報》社論稱：「……由於蔣總統的革命背景和歷史遠見，對過去殖民的韓國表示特別同情，並對韓國人民為國家獨立奮鬥予以友愛的協助。蔣公逝世，我們感到更為悲痛，因為他和中國在遭逢災難的時期，尤對流亡的韓國臨時政府如此關切。蔣公要在開羅宣言中規定韓國獲得解放成為獨立國家，因此該宣言允許韓國在『適當時機』內予以獨立。」:126

## 其他評價
前國民大會主席團主席、自由主義知識份子胡適1935年的文章稱：「蔣介石先生在今日確有做一國領袖的資格」；「這並不是因為『他最有實力』，最有實力的人往往未必能做一國的領袖。他的資格正是錢先生說的『近幾年來所得到的進步』。他長進了：氣度變闊大了，態度變和平了。他的見解也許有錯誤，他的措施也許有很不能滿人意的，但大家漸漸承認他不是自私的，也不是為一黨一派人謀利益的。在這幾年之中，全國人心目中漸漸感覺到他一個人總在那裡埋頭苦幹，挺起肩膊來挑擔子，不辭勞苦，不避怨謗，並且『能相當的容納異己者的要求，尊重異己者的看法』。在這一個沒有領袖人才教育的國家裡，這樣一個能跟著經驗長進的人物，當然要逐漸得著國人的承認。」:7
前東北軍少帥張學良在其口述歷史批評蔣稱：「蔣先生這個人，我批評他，他要有機會，他真能當皇帝。他的思想非常頑固，舊的思想，不是當代的思想，蔣經國就不同，所以我可以說，到台灣以後，要不是蔣經國，蔣介石就沒有了，現在也是沒有了。」:272張表示：「蔣介石沒有中心思想，他的中心思想就是他自己，（我）本來很尊重蔣先生，但後來不尊重，因蔣先生完全是自我主義。」:272訪問者提到：「我們在哥大圖書館看見很多書，是說蔣先生對臺灣的貢獻。」張：「那大概都是國民黨寫出來的，要說蔣經國對臺灣有貢獻，我承認。蔣先生有什麼貢獻？」張認為蔣是個投機取巧型買辦、好吹，例如蔣常說「幾年準備（反攻）、幾年成功」，失信於民。張還稱，西安事變後蔣發表《蔣委員長西安半月記》，「都是假的」，事實上是蔣囑文膽陳布雷於1937年2月在杭州新新旅館辟室杜撰，八易其稿。張在日記中寫道，他在特務劉乙光監視下，碰到熟人也不敢打招呼，心情不好，不如「抓詩一首」。
不親近蔣或蔣不喜歡的人物，陳誠敢於重用，蔣亦放任之。陳誠用人唯才，較不論籍貫、派系，如1930年代就曾拉攏反對蔣人士，只要善戰，有才能，包括唐生智大將劉興與馮玉祥麾下孫連仲，廣東薛岳、吳奇偉等。蔣與陳誠對知識界人物亦頗為禮遇，向與胡適、蔣夢麟、梅貽琦、傅斯年、王世友善。
抗戰時任軍令部長徐永昌在日記中寫：「國軍不能練精，由於蔣先生不善治軍耶？由於不能執簡御繁耶？由於防下過甚耶？」；「……委員長不能執簡御繁，用人不疑。」:75
中華民國陸軍退役中將孫元良說，蔣是我民族史上千年難得一遇之曠世豪傑、民族英雄——五千年來，率全民，御強寇，生死無悔，百折不撓，終將頑敵驅除，國土重光，我民族史中，尚無第二人！。
前台北市市長、交通部長高玉樹對蔣中正評價比對蔣經國高許多。

## 台灣民間評價

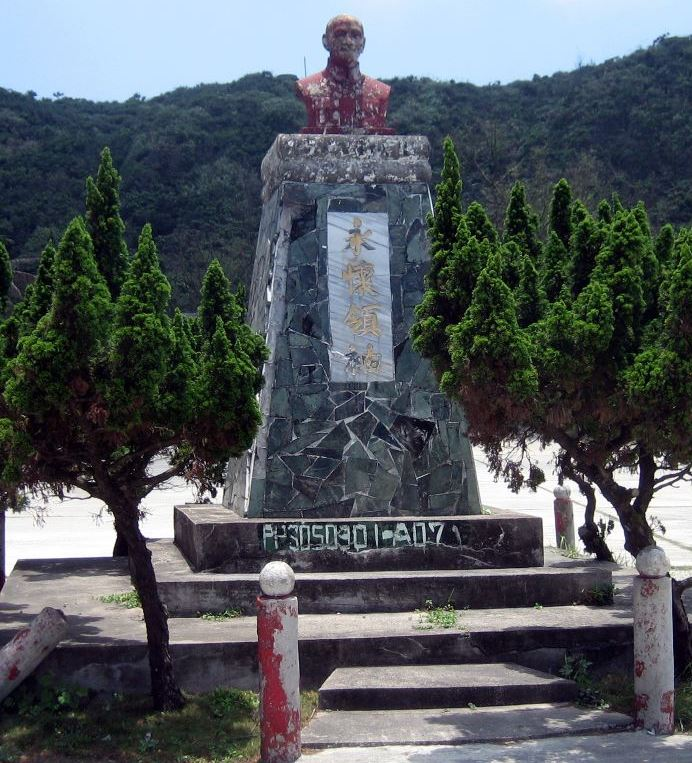
圖為綠島監獄內被噴上紅漆汙損的蔣銅像。

在臺灣，也因為其獨裁作風，與白色恐怖、二二八事件應付的責任，而遭致不少的批判。台灣解嚴以後，台灣人對蔣的個人崇拜逐漸淡化，當代台灣民間對蔣的評價隨政治立場不同而兩極：有支持者崇敬、支持維護蔣的銅像，甚至有人將蔣神格化成為廟宇的配祀神，如新竹天宏宮與旗津蔣公感恩堂。2000年代去蔣化運動勃興，有些學者檢討蔣在二二八事件與白色恐怖中扮演何種角色，追求轉型正義，更有些許民眾公開其厭惡，不時發生破壞銅像的事件，甚至故意以破壞銅像表達政治訴求。尤其是每年的二二八紀念日，蔣各地的銅像被獨派團體或個人塗鴉、破壞的情況，多不勝數。。
汪榮祖、李敖合著的《蒋介石评传》中認為蔣不是一位稱職軍事領袖。蔣曾身為黃埔軍校校長，卻是個不稱職軍事家，在戰術層面乏善可陳。因此对蒋介石的评价甚低。

### 民調
根據TVBS於2007年9月對歷任總統評價民意調查，有9%民眾認為蔣中正對台灣貢獻最大，低於其子蔣經國和蔣經國之後的李登輝。而其作為有44%認為其功大於過、17%選過大於功，9%為功過相抵。

### 引用
1. 1 2 3  張玉法. . 呂芳上主編  (编). . 商務印書館（香港）. 2009.
2. ↑  .   [2015-02-28]. （原始内容存档于2015-09-24）.
3. 1 2 3 4  陳雷等編著. . 台北: 傳記文學出版社. 1978-06-01.
4. ↑  《陳布雷回憶錄》（二），第69頁
5. 1 2 3 4 5 6 7 8 9 10 11  師永剛、張凡編著. . 北京: 華文出版社. 2011. ISBN 9787507534474.
6. ↑  〈祭蔣母王太夫人文〉，《國父全集》第四冊
7. 1 2 3 4 5 6 7 8 9 10 11 12 13 14 15 16 17  岳渭仁、冬卉、向東華、曉晴 (编). . 西安: 三秦出版社. 1994. ISBN 7-80546-784-6.
8. 1 2 3  《蔣夫人宋美齡女士言論選集》，台北，1998年
9. ↑  陳立夫訪問，1979-07-24
10. ↑  戴傳賢手書：〈主席平生之為人及其思想行為要點〉，刊高仕隱著：《蔣緯國進乎？退乎？》，台北：長歌出版社，1990-01-25
11. 1 2 3  蔣經國. . 台北: 三民書局. 1976.
12. ↑  . 《中國時報》. 2003-10-26  [2014-05-28]. （原始内容存档于2018-05-19）.
13. ↑  .   [2013-09-18]. （原始内容存档于2019-05-02）.
14. ↑  陳立夫. . 台北: 正中書局. 1994-06-01.
15. ↑  賀衷寒：《領袖的認識》，1933年9月，北平：中國文化服務社1945年版
16. 1 2  周宏濤口述、汪士淳撰寫. . 台北: 天下遠見出版. 2003-09-30.
17. ↑  鄧文儀：《從軍報國記》，台北：正中書局，1979年，第173頁
18. 1 2 3 4  《中國大百科全書》總編輯委員會《軍事》編輯委員會編：《中國大百科全書·軍事I》，北京：中國大百科全書出版社，1989年5月，第472頁，ISBN 7500002424
19. 1 2 3 4 5  辭海編輯委員會編，《辭海》（1989年版），上海辭書出版社，1989年9月，ISBN 7532600831
20. 1 2 3 4 5 6 7 8 9 10  師永剛、張凡編著. . 北京: 華文出版社. 2011. ISBN 9787507534863.
21. ↑  新華社一九七五年四月六日訊台北消息：「國民黨反動派的頭子、中國人民的公敵蔣介石，四月五日在台灣病死。……自從一九二七年背叛孫中山先生領導的民主革命以來，一直作為帝國主義、封建主義和官僚資本主義在中國的代表，堅持反共反人民，獨裁賣國。他雙手沾滿了中國革命人民的鮮血。……逃到台灣後，在美帝國主義的庇護下苟延殘喘，繼續堅持與人民為敵。蔣介石集團的反動統治遭到台灣人民的強烈反對，內部矛盾重重。……」見北京《人民日報》，1975年4月7日
22. ↑  毛澤東：〈蔣介石在挑動內戰〉，《毛澤東選集》第四卷，北京：人民出版社
23. ↑  張良善：《毛澤東先生評傳》，ISBN 957410334X
24. ↑  愛德格·斯諾著、黨英凡譯：《紅色中國雜記》，北京：群眾出版社，1983年
25. ↑  袁小倫著：《周恩来与蒋介石》，北京：光明日報出版社，1994年10月
26. 1 2  王成斌等主編 (编). . 北京: 解放軍出版社. 1998. ISBN 7506502615.
27. ↑  陳伯達著：《人民公敵蔣介石》，華中新華書店，1949年
28. ↑  〈胡志偉 (作家)序〉，刊安淑萍、王長生著，《蔣介石誄辭說屑》，台北，傳記文學出版社，2009年5月，ISBN 978-957-8506-69-5
29. 1 2  . 2013-04-05. （原始内容存档于2014-11-02）.
30. ↑  杨天石. . 人民网. 2012-03-06  [2012-04-09]. （原始内容存档于2020-08-09）.
31. ↑  . 人民网.   [2014-05-27]. （原始内容存档于2020-02-17）.
32. 1 2  楊天石. . 呂芳上主編  (编). . 香港: 商務印書館. 2009.
33. 1 2 3 4 5 6 7 8 9 10  羅敏. . 呂芳上主編  (编). . 香港: 天地圖書. 2014.
34. 1 2 3 4 5 6 7 8 9 10 11 12 13 14 15 16 17 18 19 20 21 22 23 24 25 26 27 28 29 30 31  陳鐵健、黃道炫. . 香港: 中華書局. 1992.
35. ↑  黄道炫：〈蒋介石“攘外必先安内”方针研究〉，刊《抗日战争研究》2000年第二期，北京：中国社会科学院近代史研究所青年学术论坛
36. 1 2 3 4 5 6 7 8   (PDF). 北京：团结出版社，1989年.   [2021-03-18]. （原始内容存档 (PDF)于2021-03-19）.
37. 1 2 3 4 5  汪朝光、王奇生、金以林著：《天下得失——蔣介石的人生》，香港：中和出版，2012年9月
38. ↑  羅松濤. . 台北: 海鴿文化. 2016. ISBN 978-986-392-053-3.
39. ↑  端納口述、澤初記錄：《我在孫中山、張學良、蔣介石身邊的日子》，台北：周知文化事業公司，1994年
40. 1 2 3 4 5 6 7 8 9  呂芳上：〈領導者心路歷程的探索：蔣介石日記與民國史研究〉，刊呂芳上主編：《論民國時期領導精英》，香港：商務印書館，2009年12月
41. ↑  1929年6月，中國國民黨三屆二中全會開會後，黨部宴會無人坐正位，因而感嘆無人主持之難，自己不能不上座，有高處不勝寒之感，因此說：「余以後生而任要職，行動言論無不受人注意與指摘也。」
42. ↑  呂芳上. . . 台北: 時報文化. 2010. ISBN 978-957-13-5173-5.
43. 1 2 3 4 5  黃克武：〈修身與治國——蔣介石的省克生活〉，刊呂芳上主編：《蔣介石的日常生活》，香港：天地圖書，2014年1月，ISBN 9789888254521
44. 1 2 3 4 5 6 7 8  皮國立：〈抗戰前蔣介石的日常醫療經驗與衛生觀〉，刊呂芳上主編：《蔣介石的日常生活》，香港：天地圖書，2014年1月
45. ↑  大紀元 蔣介石三功：北伐抗日守台 （页面存档备份，存于）
46. ↑  蔣氏功與過 諸家來評說 （页面存档备份，存于），星岛日报，[2007-11-10]
47. ↑  林語堂. . 學林出版社. 1994.
48. ↑  Immanuel C. Y. Hsu, The Rise of Modern China, Oxford University Press, USA; 6 edition (December 9, 1999)
49. ↑  黃仁宇著、張逸安譯：《黃河青山》，台北：聯經出版，2001年
50. 1 2 3 4 5 6 7 8 9 10 11 12 13 14 15 16 17 18 19 20 21 22 23  黃仁宇：〈蔣介石的歷史地位〉，刊《放寬歷史的視界》，台北：允晨文化，1988，ISBN 9579027811
51. 1 2 3 4 5 6  黃仁宇. . 台北: 聯經出版.
52. ↑  黃仁宇：《從大歷史的角度讀蔣介石日記》，台北：時報出版，1994
53. ↑  唐德剛著：〈《陳潔如回憶錄》全譯本代序〉，台北：《傳記文學》第三六一期，第28頁
54. ↑  黎東方著，《平凡的我》第二集，台北：「國史館」，1998年10月，第322頁
55. ↑  中國第二歷史檔案館編：《蔣介石年譜初稿》，北京：檔案出版社，1992年12月
56. 1 2 3 4 5 6 7 8 9  郭岱君：〈蔣介石在國民黨之崛起（1925－1928）〉，刊呂芳上主編：《論民國時期領導精英》，香港：商務印書館，2009年12月
57. 1 2 3 4 5 6 7 8 9 10 11 12 13 14 15 16 17 18 19 20 21 22 23  總統蔣公哀思錄編纂小組 (编). . 台北: 總統蔣公哀思錄編纂小組. 1975-10-31.
58. ↑  王鼎钧《关山夺路》，新知三联书店，2013年版，第67页
59. 1 2 3 4 5 6  辛灏年. . 夏菲尔出版社. 2012. ISBN 9789881589354.
60. ↑  易申候. . 中国民主党全国联合总部.   [2022-09-11]. （原始内容存档于2022-09-11）.
61. 1 2 3 4 5  劉仲敬. . 新北市: 八旗文化. ISBN 978-986-93562-0-6.
62. ↑  劉仲敬. .
63. ↑  .   [2016-10-17]. （原始内容存档于2016-10-18）.
64. ↑  .   [2022-11-04]. （原始内容存档于2023-04-03）.
65. ↑  Merle Miller, Plain Speaking, pp 288-289
66. ↑  . 《紐約時報》. 2003-10-25  [2013-09-18]. （原始内容存档于2016-03-08）.
67. ↑  Michael P. Riccards. . Lexington Books. 2000  [2013-09-18]. （原始内容存档于2019-05-02）.
68. ↑  Ferrell 1995. "Miller made notable additions, beyond simple rewritings"
69. ↑  Plain Faking? by Ferrell, Robert H.; Heller, Francis H. （页面存档备份，存于） Note that the direct link to this article is missing the byline for Ferrell.
70. ↑  尼克森著、劉湘等譯. . 知識出版社. 1983.
71. ↑  司徒雷登. . 台北: 新象書店. 1984. 「但正如我們所常見到的一樣，他的短處完全是由於他最優的品格的過度。要對他做任何斷語，我們必須想到他的舊文化傳統和背景；以及他老是在一種隨時失去一切的情形下負起絕對繁重的責任。我們記住了這一點，不再單是用東方專制政治的歷史來衡量他，而且將他與現代獨裁者相比較，那麼，蔣介石氏的行事與為人是那樣的克己，是值得我們欽佩的。縱使蔣氏所採取的某些政治措施，依照現代美國或歐洲的標準來看，有點似乎不當，我對他的道德人格，始終毫無疑問。我深信他已經照著他認為對他國家最為有利的辦法去忠實地做了。要他把個人的利益和中國的利益清楚分開，那是不很容易的。但他絕對沒有傳統官僚所特有的金錢主義、貪𧷢枉法、懶惰因循、畏首畏尾的不良習氣。……」
72. ↑  《司徒雷登回憶錄》
73. ↑  . . 北京: 中華書局. 2010.
74. ↑  B·拉塞爾、納爾遜·詹森. . Michigan Publishing. 1968.
75. ↑  黃仁宇：《張學良、孫立人和大歷史》
76. ↑  . 《時代週刊》. 1975-04-14  [2014-06-19]. （原始内容存档于2021-01-06）.（英文）
77. ↑  布賴恩·克羅澤著、封長虹譯：《蔣介石傳》，北京：國際文化出版公司，2010年，ISBN 9787801739667
78. ↑  巴科夫著：《中國強人蔣介石》
79. ↑  費正清著：《費正清論中國》，台北：正中書局，1994年
80. ↑  費正清著：《美國與中國》
81. ↑  费正清《中國新史》第385-386页，正中书局1994年版
82. 1 2  陶涵. . 林添貴譯. 台北: 時報文化. 2010. ISBN 978-957-13-5173-5.
83. 1 2  陶涵. . 林添貴譯. 台北: 時報文化. 2000.
84. 1 2 3  陶涵. . 林添貴譯. 台北: 時報文化. 2010. ISBN 978-957-13-5174-2.
85. ↑  魯道夫·拉梅爾. .   [2014-06-19]. （原始内容存档于2019-01-18）.（英文）
86. ↑  魯道夫·拉梅爾. .   [2014-06-19]. （原始内容存档于2019-07-24）.（英文）
87. ↑  魯道夫·拉梅爾. . 2005-11-30  [2014-06-19]. （原始内容存档于2012-09-15）.（英文）
88. ↑  魯道夫·拉梅爾. . 1994  [2014-11-26]. （原始内容存档于2020-12-20）.（英文）
89. ↑  魯道夫·拉梅爾. . 1994  [2014-11-26]. （原始内容存档于2021-02-27）.（英文）
90. ↑  Xavier, , 關鍵評論網, 2017-06-05  [2020-02-13], （原始内容存档于2020-11-15）
91. ↑  . 中央通訊社. 2015-08-05  [2016-02-26]. （原始内容存档于2018-08-31）.
92. ↑  . 蘋果日報. 2015-08-05  [2016-02-26]. （原始内容存档于2017-01-13）.
93. ↑  . Economist. 2015-08-05  [2016-02-26]. （原始内容存档于2016-01-27）.
94. ↑  .   [2016-11-02]. （原始内容存档于2017-05-10）.
95. ↑  方德祥：〈國民革命軍之父蔣公逝世29週年紀念〉，《陸軍月刊》，2004年4月
96. ↑  馬振犢、戚如高：《蔣介石與希特勒－民國時期的中德關係》，東大圖書出版，1998年2月，ISBN 9571921939
97. ↑  丘吉爾：《第二次世界大战回忆录》第五卷，第十八章
98. ↑  . 经济学人. May 7, 2009  [2013年10月5日]. （原始内容存档于2015年6月10日） （英语）.
99. ↑  . 時報悅讀網.   [2013-11-19]. （原始内容存档于2015-06-10） （中文（繁體））.
100. ↑  李松林. . 台北: 風雲時代出版社. 1993.
101. ↑  淡藍的天空. . 《新浪新聞》.   [2015-12-25]. （原始内容存档于2013-10-17）.
102. ↑  日本防卫厅防卫研究所战史研究室，田琪之、齐福霖譯. . 北京: 中華書局. 1979: 197. ISBN 9784764603011.
103. 1 2 3 4 5 6 7 8 9 10 11 12 13 14 15 16 17 18 19 20 21 22 23 24  松田康博：〈蔣介石的領導風格與遷台戰略〉，刊呂芳上主編：《論民國時期領導精英》，香港：商務印書館，2009年12月，ISBN 9789620764264
104. ↑  胡適：〈政制改革的大路〉，《獨立評論》第一六三號，1935年8月11日
105. ↑  . 人民网. （原始内容存档于2016-03-04）.
106. ↑  .   [2015-11-12]. （原始内容存档于2018-11-09）.
107. ↑  .   [2013-09-18]. （原始内容存档于2010-01-12）.
108. ↑  《徐永昌日記》第七冊，1943年5月5日，台北：中央研究院近代史研究所，1991年
109. ↑  .   [2014-05-09]. （原始内容存档于2016-03-11）.
110. ↑  《高玉樹回憶錄》
111. ↑  孩童抱豬公響應 1元救蔣公1個月募5萬銅板 （页面存档备份，存于），中國時報，2015年5月10日
112. ↑  蘋果特寫：老董做廟公 打猴拳拜蔣公 （页面存档备份，存于），臺灣蘋果日報，2013年8月27日
113. ↑  蔣公感恩堂 大陳義胞感念福澤 （页面存档备份，存于），中央社，2014年6月15日
114. ↑  .   [2016-04-06]. （原始内容存档于2012-03-02）.
115. ↑  北港運動公園 蔣介石銅像被潑漆 （页面存档备份，存于），2007-4-9
116. ↑  .   [2016-04-06]. （原始内容存档于2012-07-10）.
117. ↑  .   [2016-04-06]. （原始内容存档于2013-11-04）.
118. ↑  《漆攻蔣介石》中正公園銅像 民眾喊拆 （页面存档备份，存于），自由時報，2013年3月25日
119. ↑  .   [2016-04-06]. （原始内容存档于2020-11-16）.
120. ↑  .   [2016-04-06]. （原始内容存档于2020-11-18）.
121. ↑  .   [2016-04-06]. （原始内容存档于2020-11-19）.
122. ↑  .   [2016-04-06]. （原始内容存档于2020-11-18）.
123. ↑  .   [2016-04-06]. （原始内容存档于2016-04-20）.
124. ↑  .   [2016-04-06]. （原始内容存档于2018-12-15）.
125. ↑  李敖、汪榮祖：《蔣介石評傳》第六章，第3、4節
126. ↑   (PDF).   [2013-09-18]. （原始内容 (PDF)存档于2013-10-29）.